# Уогга-Уогга (аэропорт)

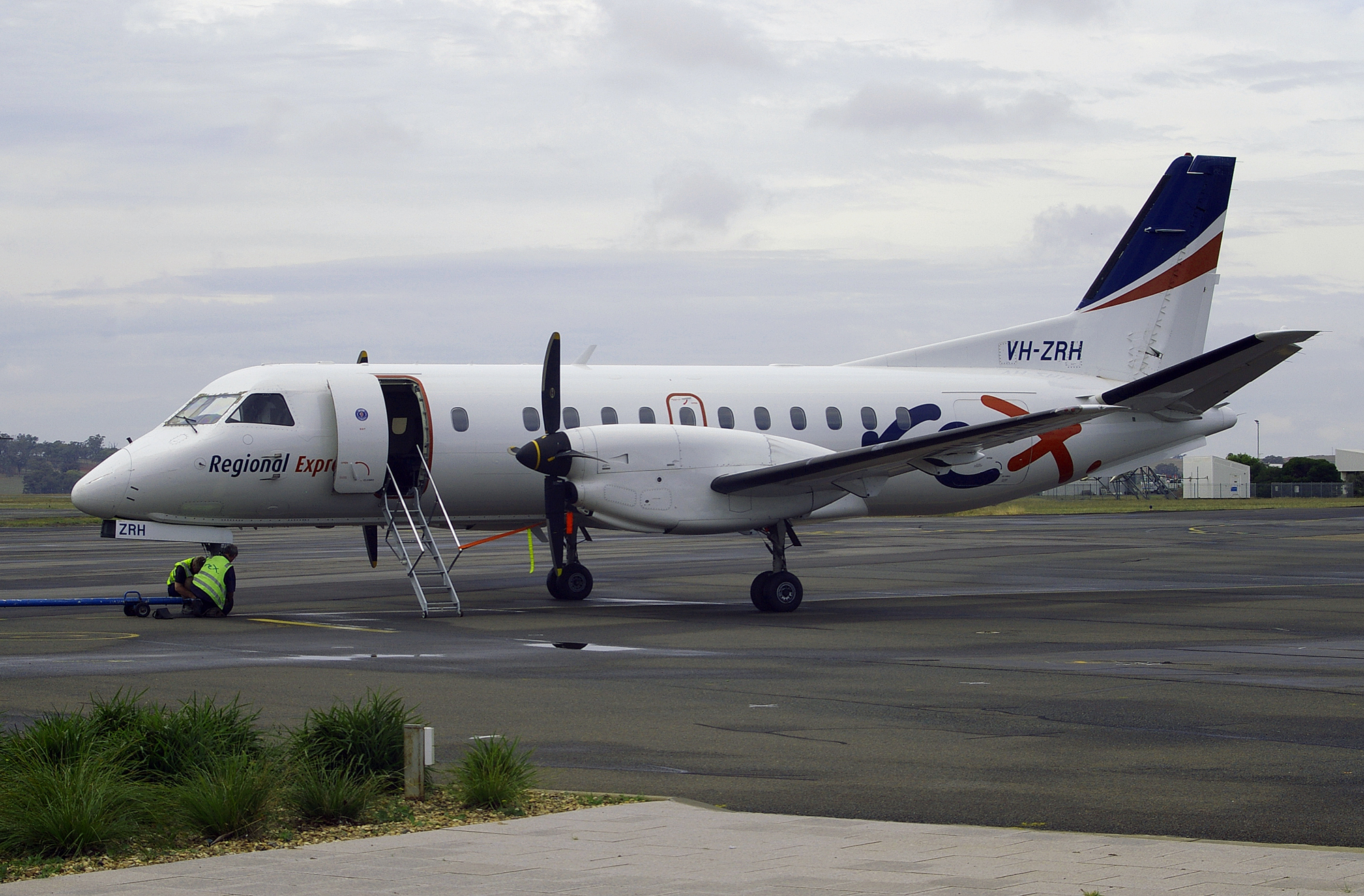
REX VH-ZRH Saab 340B

Аэропорт Уогга-Уогга (англ. Wagga Wagga Airport) — небольшой региональный аэропорт, находящийся на арендованной территории военной базы ВВС Австралии в Новом Южном Уэльсе в районе Форест Хилл города Уогга-Уогга, Новый Южный Уэльс.
На территории аэропорта базируется авиакомпания Regional Express Airlines, имеющая парк из самолетов Saab 340.

## История
Аэропорт был создан на территории «Базы Уогга» ВВС Австралии по указу муниципалитета Уогга-Уогга в 1937 году. 28 января 1992 была продлена аренда земли на 30 лет и дополнительно выделено $2 млн на модернизацию ВПП.
В декабре 2009 года аэропорт получил грант на развитие потенциала и повышение мер безопасности.
27 мая 2010 года аэропорт Уогга-Уогга вошел в федеральную программу по установке автоматических КГС.

## Технические данные
Аэропорт располагает двумя ВПП : 05/23 (1768 м) и 12/30 (894 м) с асфальтовым и грунтовым покрытиями соответственно. Способен принимать воздушные суда до Boeing 737 включительно.

## Статистика аэропорта
Данные из запроса в Викиданные.